# 盧燾

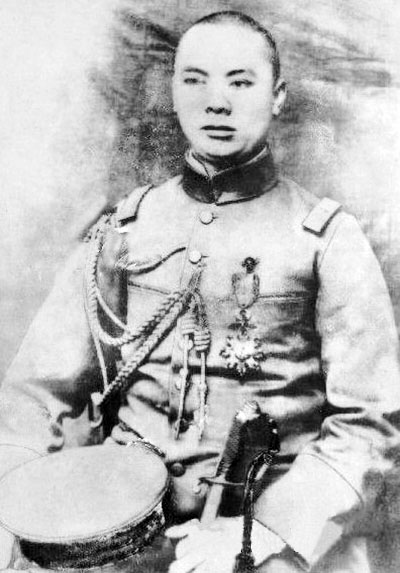

盧燾（1882年10月12日—1949年11月14日 ）旧名亮疇，字壽慈。壮族。广西省慶遠府安化厅人，中华民国黔军将领。

## 生平

### 革命派的活動
盧燾最初有志于学問，19歲時转而从軍。1903年（光緒29年），在柳州参加反清活動。此后继续开展反清活动，宣統年間到雲南省，在雲南陸軍講武堂学习。
1911年（宣統3年）盧燾毕业。同年10月，参加革命派发动的昆明重九起義。1912年（民国元年）3月，随滇军唐继尧出征貴州。此後，在黔軍中不断昇進。1917年（民国6年）護法战争爆发，盧燾任貴州護法軍第1混成旅旅長。

### 黔軍总司令

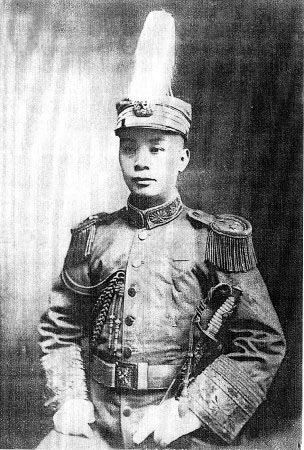
1921年3月盧燾担任黔军总司令时的纪念照

1920年（民国9年）11月，貴州督軍劉显世被其外甥、南方政府的支持者王文華发动的政变赶下台（民九事变）。而王文華因不愿被指责为政变的主谋而未回到貴州。因此，翌年1月，黔軍指揮官中地位最高的盧燾被支持南方政府派推举为代理黔軍总司令。本来盧燾代理黔軍总司令到王文華回到贵州即止，但不料同年3月16日王文華被部下袁祖銘暗殺。結果，盧燾正式就任黔军总司令。
同年5月，盧燾被孫文（孫中山）任命为貴州总司令兼貴州省長。但是，盧焘原来是外省人，故领導力不能完全发挥出来，还不能调解何应欽、谷正倫等人间的对立。其後，以北京政府为後盾的袁祖銘回到貴州（定黔）。盧燾不敢抵抗，于1922年（民国11年）4月下野。1923年（民国12年），任孫文的大本营高級参謀。後来，任国民政府西南軍政委員会委員。

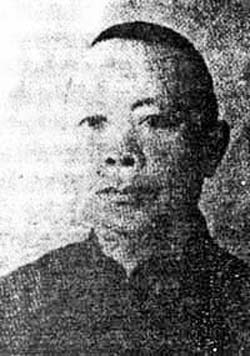

### 晚年
抗日战争期間，盧燾隱棲故乡。战後的1946年（民国35年）11月，当选制憲国民大会代表。1948年（民国37年），当选行憲国民大会代表。
1949年（民国38年），第二次国共内战进入尾声。中华民国政府败局已定，中国人民解放军已近逼贵州省。11月，应貴州省政府主席谷正倫的邀请，盧焘被任命为貴陽市民众臨時治安委員会主任，负责安定民心。见到内战大势已决，盧焘加强了同贵阳市内的中国共产党支持派的联系。11月14日，谷正倫的政敵、支配雲貴的国民革命軍第89軍軍長劉伯龙以内通中国共产党的罪名将盧焘問罪并枪杀。盧焘享年69岁。由于劉伯龙的放纵行為激怒了谷正倫，谷正倫随即逮捕了劉伯龙并将其处决。
盧焘对金錢十分淡然，过着俭朴的生活。虽然盧焘是外省人，可是他热心社会事业，并在貴州省各階層人士中享有厚望。盧焘死后，贵州省内许多人十分悲痛。中国人民解放軍进入貴陽後的1950年1月8日，各界共同为盧焘举行了追悼会。盧焘的生前好友朱德、李济深均发来悼文。